# أليس شارلوت فون روتشيلد
أليس شارلوت فون روتشيلد (بالإنجليزية:Alice Charlotte von Rothschild) (17 فبراير 1847 - 3 مايو 1922), ويشار إليها أيضًا باسم "الآنسة أليس", كانت شخصية اجتماعية وعضوًا في عائلة روتشيلد المصرفية في النمسا. ولدت في فرانكفورت, وكانت الابن الثامن والأصغر لأنسيلم فون روتشيلد (1803-1874) وشارلوت روتشيلد (1807-1859) والأخت الصغرى للسياسي البريطاني البارون فرديناند دي روتشيلد. كانت صغيرة جدًا عندما انتقلت عائلتها إلى فيينا, حيث تولى والدها إدارة بنك SM von Rothschild المملوك للعائلة.

## الحياة العائلية
كانت والدة أليس فون روتشيلد ابنة ناثان ماير روتشيلد من لندن, ونتيجة لذلك, سيكون للعائلة علاقات وثيقة مع الفرع الإنجليزي لعائلة روتشيلد. درس شقيقها فرديناند, الذي يُعتقد أنها قريبة جدًا منه, في جامعة كامبريدج وتزوج من ابن عم إنجليزي.

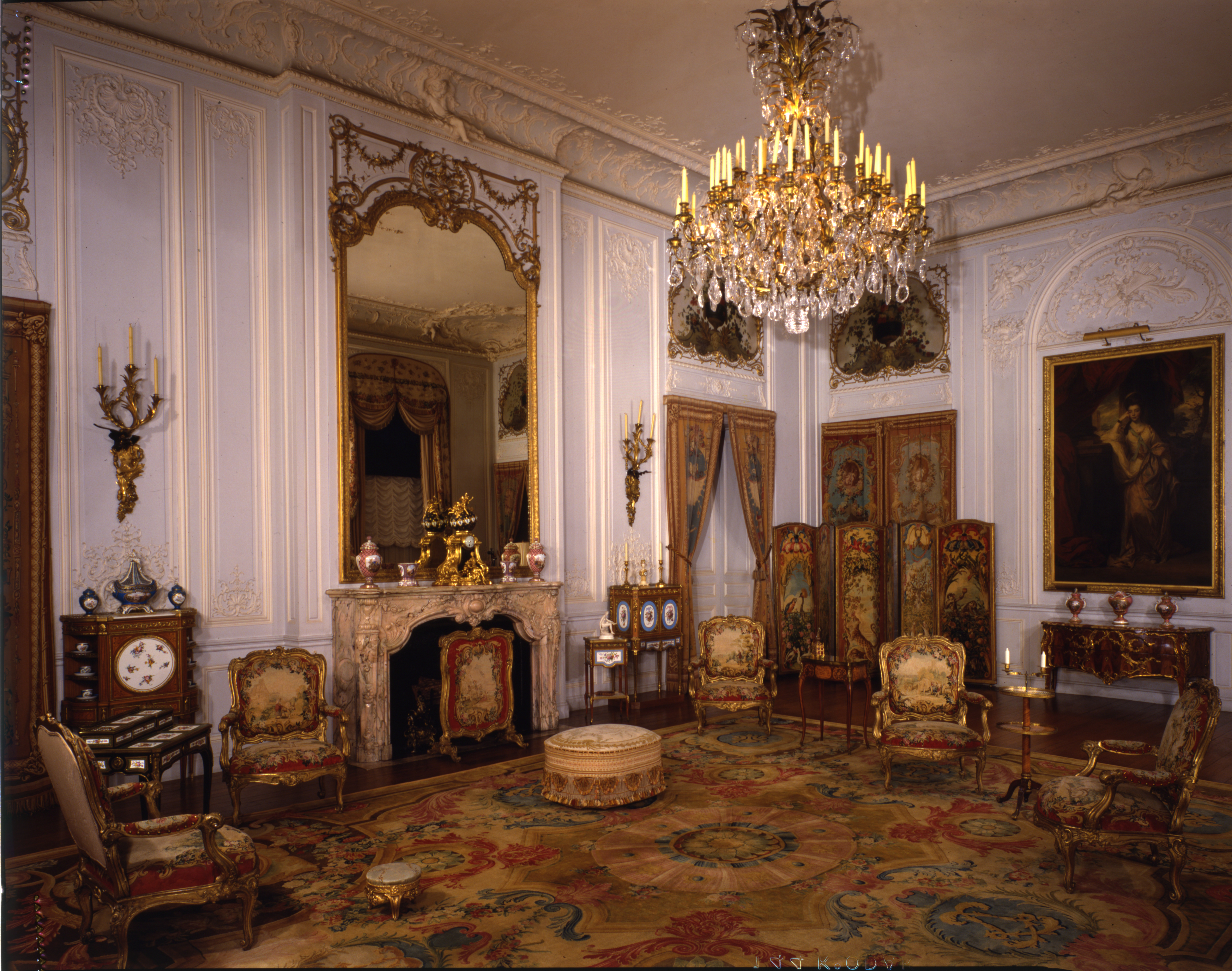
غرفة الرسم الرمادية في وادسون مانور, والتي ورثتها أليس بعد وفاة شقيقها.

توفيت والدتها عندما كانت في الثانية عشرة من عمرها وكان والدها المنشغل يسافر باستمرار. عاشت مع علاقات مختلفة خلال طفولتها وكانت في كثير من الأحيان وحيدة. انتقلت إلى إنجلترا عندما كان عمرها 19 تظهرها الصور الفوتوغرافية كفتاة وشابة "بحاجب عريض, وشفاه ممتلئة وثابتة, وذقن قوية, ليست جميلة بشكل تقليدي, ولكنها مليئة بالشخصية". هذا الإحساس بالشخصية هو ما يجعل الآنسة أليس مشهورة جدًا بسمعتها الهائلة. تذكر جيروارد أن حدثين ساعدا في تحويل المرأة الشابة البنت إلى نفسها القوية الأكبر سنًا, الأول كونها مضيفة لأخيها فرديناند, في لايتون هاوس ثم في واديسدون مانور - والثاني أن وفاة والدها عام 1874 جعلتها امرأة ثرية. ولمفاجأة العائلة, تُركت منزل عائلة روتشيلد الأصلي في فرانكفورت إلى جانب منزل وعقار في جرونبرج, بالخارج مباشرةً.
عاشت في بيكاديلي, لندن, في عقار مجاور لعقار فرديناند. عندما بدأ في عام 1874 في بناء قصر وادسون مانورفي باكينغهامشير بإنجلترا, استحوذت أليس على عقار قريب في Eythrope لنفسها. هناك, بين عامي 1876 و1879, أنشأت حديقة ومنزل تم بناؤه بالقرب من النهر يسمى Eythrope Pavilion. على الرغم من أن أليس عانت من الحمى الروماتيزمية, فقد نُصحت بعدم النوم بالقرب من الماء لأن الرطوبة ستؤدي إلى تفاقم مشكلتها الصحية مما يعني أن منزلها تم بناؤه للعمل أثناء النهار فقط. لذلك عادت ليلاً لتقيم في وادسون مانور.
كان من المفترض أن تكون شخصيتها مستقلة للغاية وصارمة وواثقة من نفسها ولم ترى ضرورة للتوافق مع توقعات المجتمع بأن تتزوج المرأة. كانت موسيقية, جيدة القراءة, راكبة خيول بارعة, وتتحدث عدة لغات. قامت أيضًا بجمع الأعمال الفنية وأنشأت حدائق رائعة لمساكنها في إنجلترا وفرنسا. طلبت إتلاف أوراقها بعد وفاتها, لكن الكثيرين نجوا.

## الميراث
في أواخر عام 1898, بعد وفاة شقيقها البارون فرديناند دي روتشيلد, ورثت أليس قصر واديسدون ومنزله في لندن. خلال الحرب العالمية الأولى, قامت بتسليم الحدائق الرسمية في واديسدون وإيثروب لزراعة الخضروات لمن هم أقل حظًا. كان Eythrope Pavilion لا يزال قيد الصيانة ولكنه أصبح الآن بمثابة تراجع عرضي. مع تدهور صحتها, أمضت المزيد من وقتها في قصرها الرائع, "فيلا فيكتوريا", في مناخ أكثر اعتدالًا في مدينة غراس في إقليم الألب البحرية في فرنسا. كانت ممتلكاتها تقع على بعد حوالي 12 ميلاً (19 كم) شمال ساحل البحر الأبيض المتوسط, وهنا أنشأت حديقة ضخمة وظفت أكثر من مائة بستاني. أرادت أن تكون بالقرب من عائلتها, وكان قصرها قريبًا من مدينة كان, حيث كانت ابنة عمها لورا تيريز فون روتشيلد, أرملة جيمس إدوارد دي روتشيلد, تمتلك فيلا روتشيلد, وكان, وعلى بعد 34 ميلاً (55 كم) فقط من فيلا إفروسي دي روتشيلد., العقار الساحلي الذي يملكه ابن عم آخر, بياتريس إفروسي دي روتشيلد.
قضت الملكة فيكتوريا إجازة في جراس وزارت فيلا فيكتوريا. وفقًا لكتاب حدائق روتشيلد من تأليف ميريام روتشيلد, في مطلع القرن, أنفقت أليس روتشيلد ما يعادل ما يقرب من نصف مليون جنيه إسترليني (جنيه إسترليني) سنويًا على حدائقها وأراضيها في جراس. كانت أليس متسلطة بطبيعتها, وكانت شخصًا قوي الإرادة ويتحدث عن رأيها. وفقًا لإحدى الحكايات: "صعدت الملكة على العشب وعبر مشتل الزهور [في وادسون مانور], وسحقت العديد من النباتات عن غير قصد. ولم تستطع البارونة احتواء نفسها وطلبت من الملك بوقاحة "الخروج". بعد ذلك كانت الملكة تشير إليها دائمًا باسم "الشخص القوي".

## جمع وابتكار الحفظ

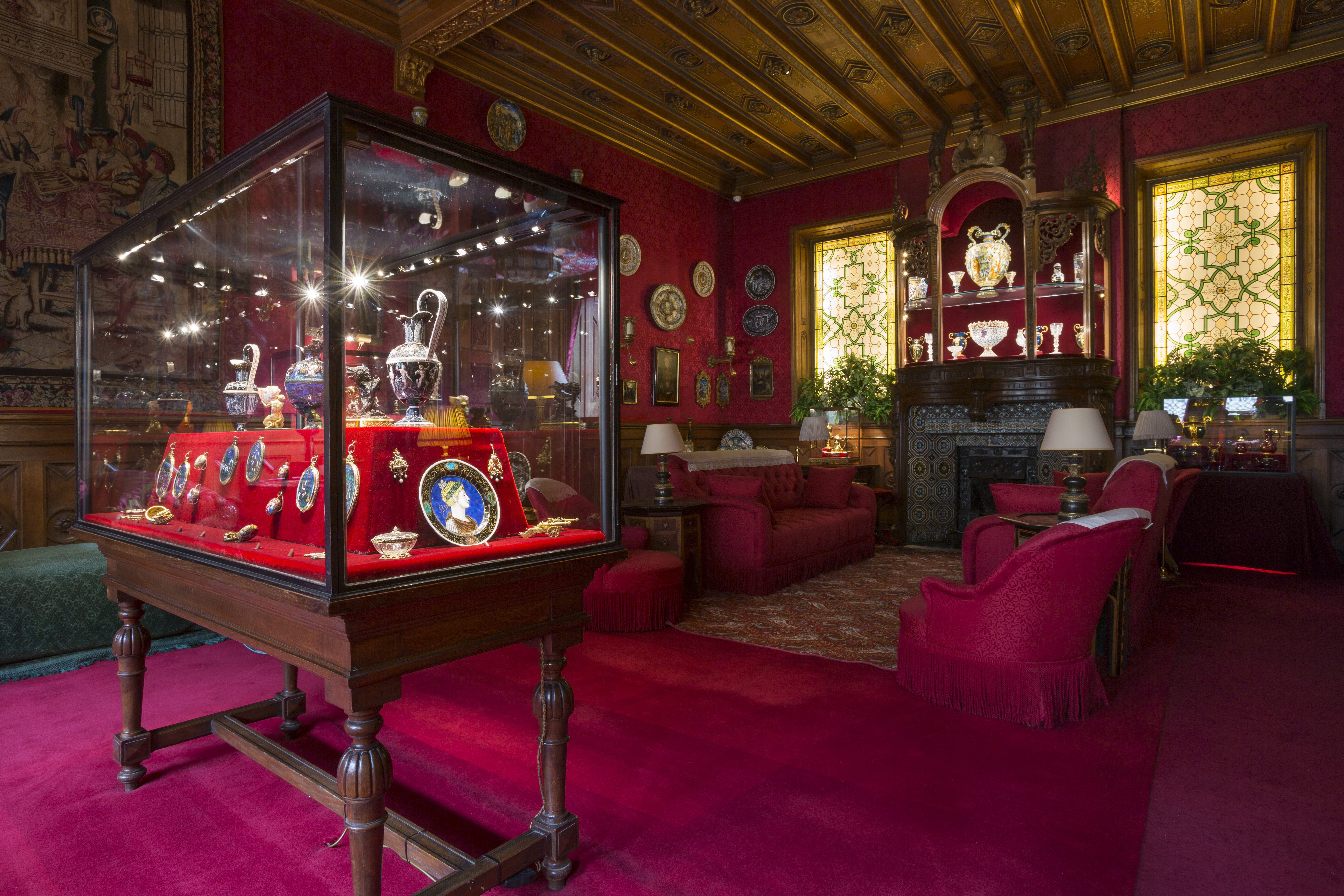
شعرت الآنسة أليس بالحاجة إلى إضافة المزيد من الفجوة في المجموعة عندما توفي شقيقها ورثت غالبية مجموعته من عصر النهضة إلى المتحف البريطاني. لذلك أضافت قطعًا كبيرة من الدروع إلى ممر الأسلحة, خارج غرفة التدخين مباشرةً.

مثل العديد من أفراد عائلة روتشيلد, كانت أليس روتشيلد جامعًا للفنون. أثناء حصولها على اللوحات والمنحوتات والتحف الفنية, كان لدى أليس فون روتشيلد أيضًا مجموعة فريدة من غليون التدخين, بما في ذلك الأمثلة الفرنسية والإسبانية والإيطالية من القرن السابع عشر. تم التبرع بالمجموعة إلى مدينة جراس بفرنسا عند وفاتها عام 1922, حيث كان مقر ممتلكاتها الشتوية. أصبح القصر في جراس فيما بعد فندق "Parc Palace", حيث نشأ الممثل الفرنسي الشهير جيرار فيليب. تم تسمية شارع روتشيلد في جراس على شرفها.
على نفس المنوال, كانت الآنسة أليس أيضًا جامعًا متحمسًا ودقيقًا لوادسون مانور, وأضافت عناصر إلى مجموعة فرديناند السابقة من أجل سد الفجوة المتبقية عندما ترك الكثير من أعماله الفنية في عصر النهضة إلى المتحف البريطاني (يشار إليه الآن باسم وصية واديسدون). على سبيل المثال, تعتبر خوذة الإمبراطور تشارلز الخامس مساهمة بارزة من الآنسة أليس في ممر الأسلحة, في الطابق العلوي في جناح البكالوريوس. لقد اعتبرت نفسها "حامية" ميراث فرديناند واشتهرت بوضع " قواعد الآنسة أليس" - وهي إرشادات لرعاية المجموعات والحفاظ عليها والتي شكلت الأساس لممارسات الحفظ في مؤسسة التراث القومي.

## الموت والإرث
توفيت أليس فون روتشيلد في 3 مايو 1922 في باريس, عن عمر يناهز 75 عامًا. لقد ورثت ملكية وادسون لابن أخيها, جيمس أرماند دي روتشيلد.
أقيم هناك معرض عن دور فون روتشيلد في تاريخ وادسون مانورفي عام 2022.